# 星月

常见的星月图形

星月是指星星与新月结合在一起的一种基本图形，自古代时就有使用，这一标志起源于地中海东岸以及中亚地区。星月标志是由突厥人引入伊斯兰艺术中，最早见于十四世纪鄂圖曼土耳其帝国苏丹奥尔汗时期的步兵军旗上。
在19世纪时，这一图案被绘制在鄂圖曼土耳其帝國國旗上，也因此成为了鄂圖曼土耳其帝国的象征。这一图案随后被土耳其共和国所继用，在帝国前领土上的新国家也有使用这一图案的，如利比亚（1951年，2011年）、突尼西亞（1956年）以及阿尔及利亚（1958年）。这一图案也出现在其他一些国家的国旗上，如亞塞拜然（1918）。在1950年代，星月开始逐渐变为伊斯兰和穆斯林社区的象征，并出现在伊斯兰国家的国旗上，如巴基斯坦（1947年）、毛利塔尼亚（1959年）等等。1970年代，这一图案已经被伊斯兰主义者和阿拉伯国家所接受，出现在美国的伊斯兰民族组织会旗上，甚至成为了阿拉伯民族主义的象征出现在1974年所设想的阿拉伯伊斯兰共和国国旗上。
在Unicode编码中，星月标志的代码为U+262A：☪。

## 旗帜

### 国旗

土耳其国旗
奥斯曼国旗
奥斯曼国旗（1844－1922）
突尼斯国旗
突尼斯国旗（1959－1999）
法属突尼斯国旗
阿尔及利亚国旗
阿爾及利亞共和國臨時政府（英语：Provisional Government of the Algerian Republic）國旗（1958－1962）
阿爾及利亞共和國臨時政府（英语：Provisional Government of the Algerian Republic）國旗（1962）
利比亚国旗
昔蘭尼加酋長國国旗
利比亚王国国旗
利比亞全國過渡委員會旗帜
利比亚国旗（2012－2014）
新加坡国旗
马来西亚国旗
马来亚联合邦旗帜
毛里塔尼亚国旗
毛里塔尼亚国旗（1959－2017）
北塞浦路斯国旗
塞浦路斯土耳其族邦旗帜
北塞浦路斯国旗（1983－1984）
巴基斯坦国旗
乌兹别克斯坦国旗
土库曼斯坦国旗
土库曼斯坦国旗（1992－1997）
土库曼斯坦国旗（1997－2001）
阿塞拜疆国旗
阿塞拜疆民主共和国国旗（1917－1918）
阿塞拜疆民主共和国国旗（1918）
阿塞拜疆民主共和国国旗（1920）
阿塞拜疆苏维埃社会主义共和国国旗（1920－1921）
科摩罗国旗
法属科摩罗国旗
科摩罗国旗（1976－1978）
科摩罗伊斯兰联邦共和国国旗（1978－1992）
科摩罗伊斯兰联邦共和国国旗（1992－1996）
科摩罗伊斯兰联邦共和国国旗（1996－2001）
科威特国旗（1899－1909）
科威特国旗（1909－1915）
马尔代夫苏丹国国旗
蘇瓦代夫聯合共和國國旗
埃及苏丹国国旗
埃及王国国旗
南阿拉伯酋长国联邦国旗
南阿拉伯联邦国旗
馬赫拉蘇丹國（英语：Mahra Sultanate）國旗
瓦希迪蘇丹國（英语：Wahidi Sultanate）國旗
阿拉伯撒哈拉民主共和国国旗
卡拉卡爾帕克斯坦共和國國旗
阿拉斯共和国国旗
阿拉什自治共和国国旗
塔雷什-穆甘自治共和国国旗（英语：Flag of Talysh-Mughan Autonomous Republic）
希瓦汗国国旗
喀拉特汗国国旗
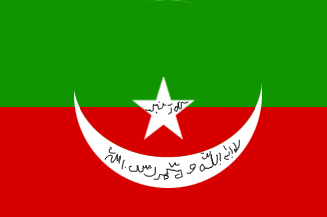
喀拉特汗国国旗（历史上）
巴哈瓦尔布尔國旗
罕薩土邦邦旗
巴哈瓦尔布尔土邦邦旗
奇特拉爾土邦（英语：Chitral (princely state)）邦旗
海得拉巴土邦邦旗
莫克兰土邦（英语：Makran (princely state)）邦旗
拉斯贝拉土邦（英语：Las Bela (princely state)）邦旗
卡兰土邦（英语：Kharan (princely state)）邦旗
舍迈尔山酋长国國旗
欧姆古温酋長國国旗
北高加索酋長國國旗
布哈拉酋长国国旗
布哈拉人民苏维埃共和国国旗（1920－1924）
布哈拉人民苏维埃共和国国旗（1924－1925）
花剌子模人民苏维埃共和国国旗
里夫共和國國旗
西南高加索临时联合政府（英语：Provisional National Government of the Southwestern Caucasus）国旗
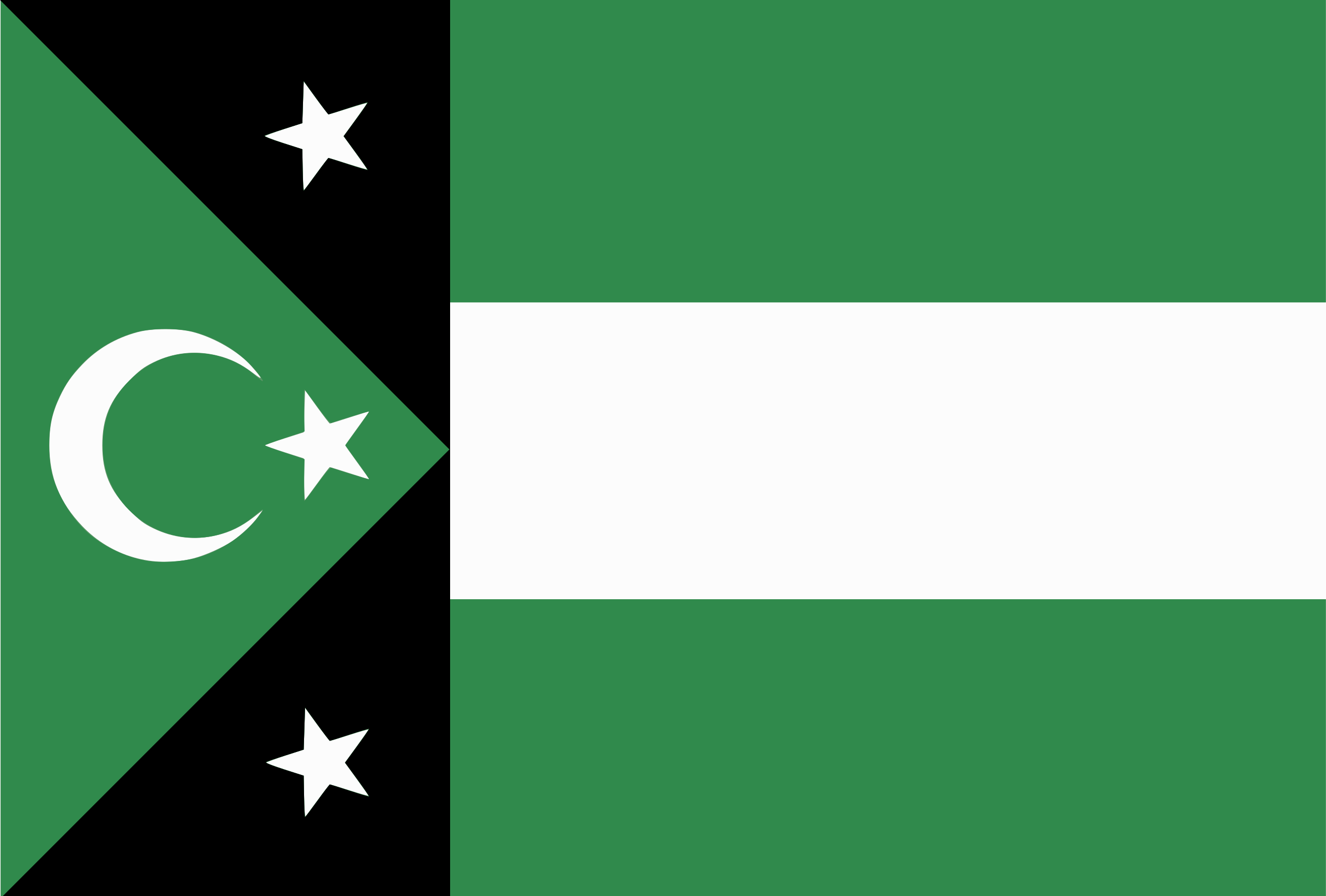
西色雷斯临时政府（英语：Provisional Government of Western Thrace）國旗
哈德拉毛國旗
奧斯曼波黑（英语：Ottoman Bosnia and Herzegovina）國旗
哈夫斯王朝旗幟
突厥斯坦自治共和国國旗
东突厥斯坦伊斯兰共和国国旗
东突厥斯坦伊斯兰共和国国旗
东突厥斯坦共和国国旗
东突厥斯坦共和国国旗
阿拉伯伊斯兰共和国国旗
南怡島共和國（朝鲜语：나미나라 공화국）國旗

### 政党旗帜

巴基斯坦穆斯林联盟（领袖派）党旗
南阿塞拜疆獨立黨党旗
撒哈拉全国联盟党党旗
突厥斯坦伊斯兰党党旗
沙巴克民主党党旗
全印穆斯林聯盟黨旗
印度聯合穆斯林聯盟（英语：Indian Union Muslim League）黨旗
亞塞拜然平等黨黨旗
華夫脫黨黨旗
塔吉克斯坦伊斯蘭復興黨黨旗
莫洛伊斯蘭解放陣線黨旗
亞塞拜然希望黨（英语：Azerbaijan Hope Party）黨旗
巴基斯坦伊斯蘭大會（英语：Jamaat-e-Islami Pakistan）會旗

### 政府旗帜

巴基斯坦最高法院院旗
巴基斯坦联邦沙里亚特法院（英语：Federal Shariat Court）院旗
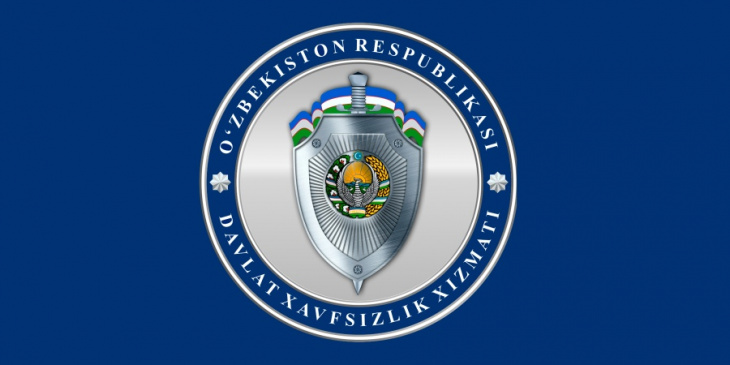
烏茲別克斯坦國家安全局（英语：State Security Service (Uzbekistan)）局旗

### 军旗

鄂圖曼帝國海軍军旗
鄂圖曼帝國海軍军旗（1793－1844）
阿尔及利亚国家海军军旗
阿尔及利亚国家海军民用旗
利比亚国民解放军军旗
利比亚国民军军旗
利比亚海军军旗
利比亚海军军旗
利比亚空军军旗
利比亚海岸警卫队旗帜
新加坡海军军旗
新加坡民船旗
新加坡政府船旗
马来西亚陆军军旗
马来西亚皇家海军军旗
马来西亚皇家海军军旗（1963－1968）
马来亚皇家海军军旗
马来西亚民船旗
马来西亚政府船旗
马来西亚皇家空军军旗
巴基斯坦军事统帅旗帜（1956－1967）
巴基斯坦军事统帅旗帜（1974－1998）
巴基斯坦武装部队军旗
巴基斯坦武装部队三军检阅旗
巴基斯坦陆军军旗
巴基斯坦海军军旗
巴基斯坦海军司令旗
巴基斯坦海军元帅旗
巴基斯坦海军上将旗
巴基斯坦海军中将旗
巴基斯坦海军少将旗
巴基斯坦海军准将旗
巴基斯坦海军高级船员旗
巴基斯坦民船旗
巴基斯坦民船旗（1956－1958）
巴基斯坦空军军旗
巴基斯坦民航旗
乌兹别克斯坦武装力量军旗
乌兹别克斯坦海军（英语：Uzbek River Force）军旗
土庫曼斯坦陸軍（英语：Turkmen Ground Forces）軍旗
土庫曼斯坦海軍（英语：Turkmen Naval Forces）軍艦旗
土庫曼斯坦空軍（英语：Turkmen Air Force）軍旗
阿塞拜疆陸軍軍旗
阿塞拜疆海军军旗
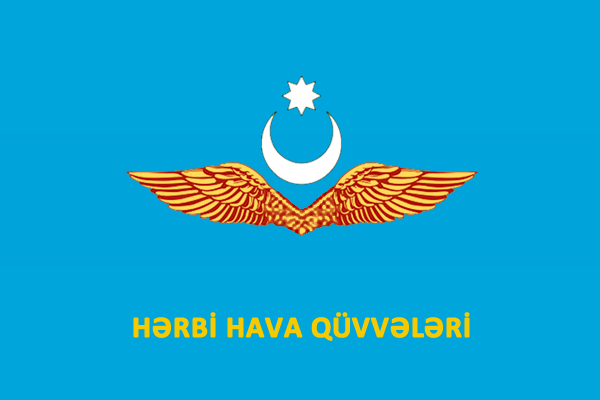
阿塞拜疆空军军旗
埃及皇家軍隊軍旗
埃及皇家海軍軍旗
埃及皇家空軍軍旗
阿拉什自治共和国民兵旗帜
印度尼西亞伊斯蘭分離運動軍旗
印度尼西亞伊斯蘭分離運動戰旗
先知的信徒军旗

### 地方旗帜

埃及省省旗（1517－1867）
埃及省省旗（1793－1844）
埃及省省旗（1844－1867）
魯米利亞旗
费赞旗帜
馬來西亞聯邦直轄區旗（英语：Flag of the Federal Territories）
吉隆坡联邦直辖区旗
纳闽联邦直辖区旗
布特拉再也联邦直辖区旗
吉兰丹州旗
登嘉楼州旗
雪兰莪州旗
马六甲州旗
柔佛州旗
棉兰老穆斯林自治区区旗（英语：Flag of the Autonomous Region in Muslim Mindanao）
棉兰老穆斯林邦萨摩洛自治区区旗（英语：Flag of Bangsamoro）
大科摩罗岛旗（英语：Flag of Grande Comore）
昂儒昂岛旗（英语：Flag of Anjouan）
自由克什米尔旗帜
俾路支省省旗
旁遮普省省旗
开伯尔-普什图省省旗
信德省省旗
西北边境省省旗
联邦直辖部落地区旗帜
奥达兰旗帜
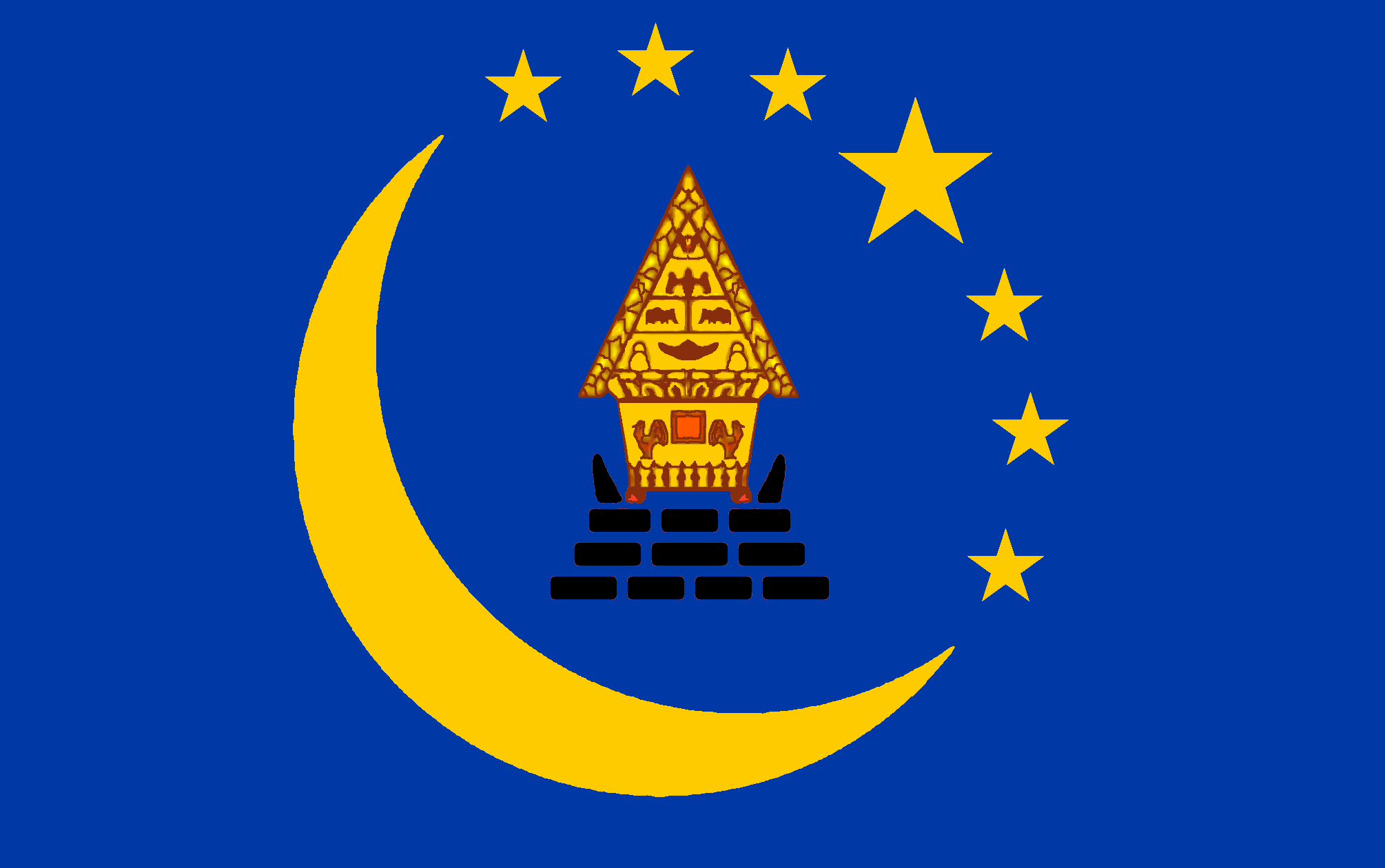
科羅爾州州旗
巴特肯市旗
科科斯（基林）群島旗幟
波斯尼亚地区旗帜（1831－1832）
波斯尼亚地区旗帜（1875－1877）
波斯尼亚地区旗帜（1878）

### 個人旗幟

土耳其总统旗
土耳其军队总司令统帅旗
奥斯曼帝国哈里发旗帜
突尼斯总统旗
阿尔及利亚总统旗
利比亚王国国王旗
新加坡总统旗
马来西亚最高元首旗帜
马来西亚最高元首后旗帜
马来西亚副最高元首旗帜
毛里塔尼亚总统旗
北塞浦路斯土耳其共和国总统旗
巴基斯坦总统旗
巴基斯坦总理旗
乌兹别克斯坦总统旗
土库曼斯坦总统旗
马尔代夫总统旗
埃及國王旗（英语：King of Egypt）（陸上）
埃及國王旗（英语：King of Egypt）（海上）
埃及王儲旗（陸上）
埃及王儲旗（海上）
埃及皇家軍隊少將旗
埃及皇家軍隊中將旗
埃及皇家海軍上將旗
埃及皇家海軍中將旗
埃及皇家海軍高级军官旗

### 其他旗帜

穆斯林族旗帜
伊斯兰民族旗帜
伊斯兰合作组织会旗
突厥國家組織會旗
阿拉伯马格里布联盟會旗
印度地方自治运动旗帜
1919年埃及革命旗帜
阿赫迈底亚教派旗帜
自由亚齐运动旗帜
廖內獨立運動旗幟
莫洛民族解放陣線旗幟
莫洛伊斯蘭解放陣線旗幟
北大年馬來國民革命陣線旗幟
北大年聯合解放組織（英语：Pattani United Liberation Organization）旗幟
北大年聯合解放組織（英语：Pattani United Liberation Organization）旗幟（1989－2005）
北大年聯合解放組織（英语：Pattani United Liberation Organization）旗幟（1968－1989）
加沙－土耳其团结旗
阿扎瓦德阿拉伯运动旗帜
南阿塞拜疆人覺醒運動旗帜
印度尼西亞伊斯蘭分離運動旗幟
塞凯伊人旗帜
卡尔比人（英语：Karbi people）旗帜
占人旗帜
米克马克人（英语：Mi'kmaq）旗帜
塞米諾爾人旗帜
昌戈人旗帜
卡什加人旗帜
鞑靼人旗帜
利普卡韃靼人旗幟
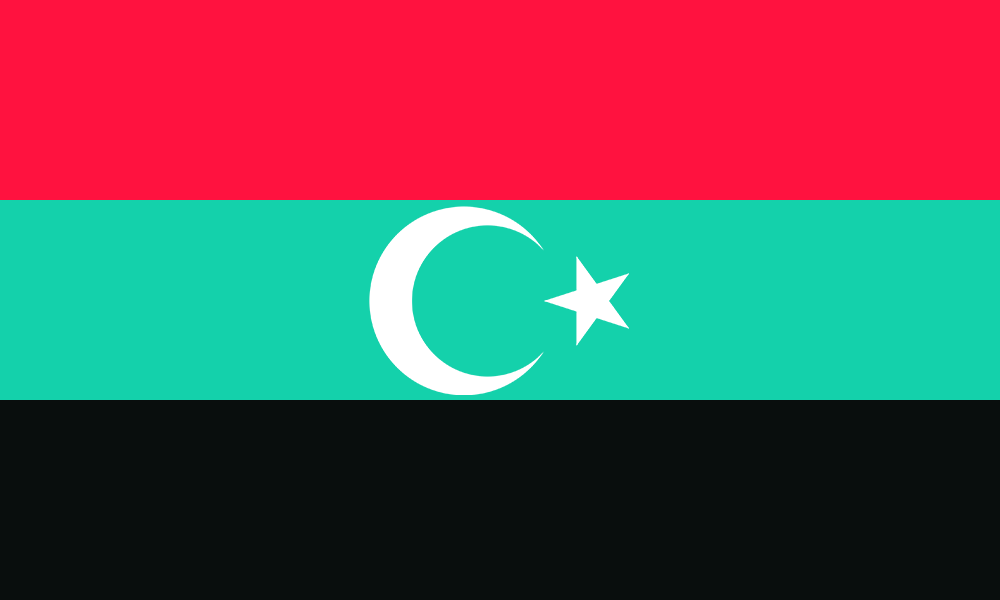
波马克人旗帜
布埃切人（英语：Puelche people）旗幟
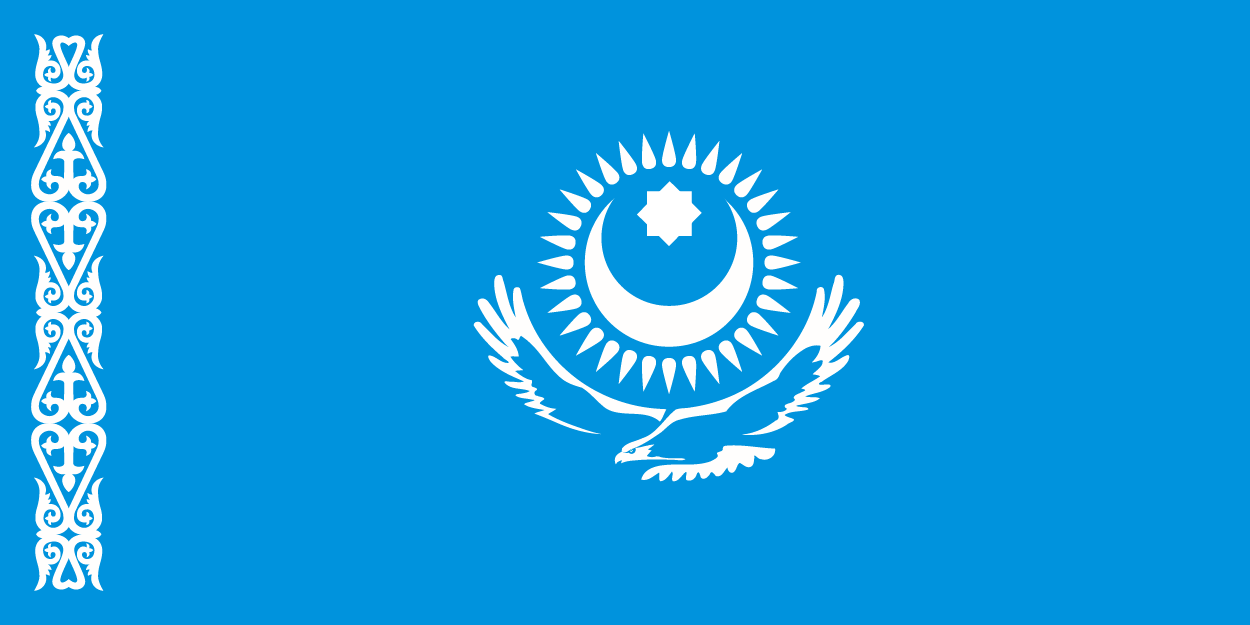
哈薩克斯坦的維吾爾人旗幟
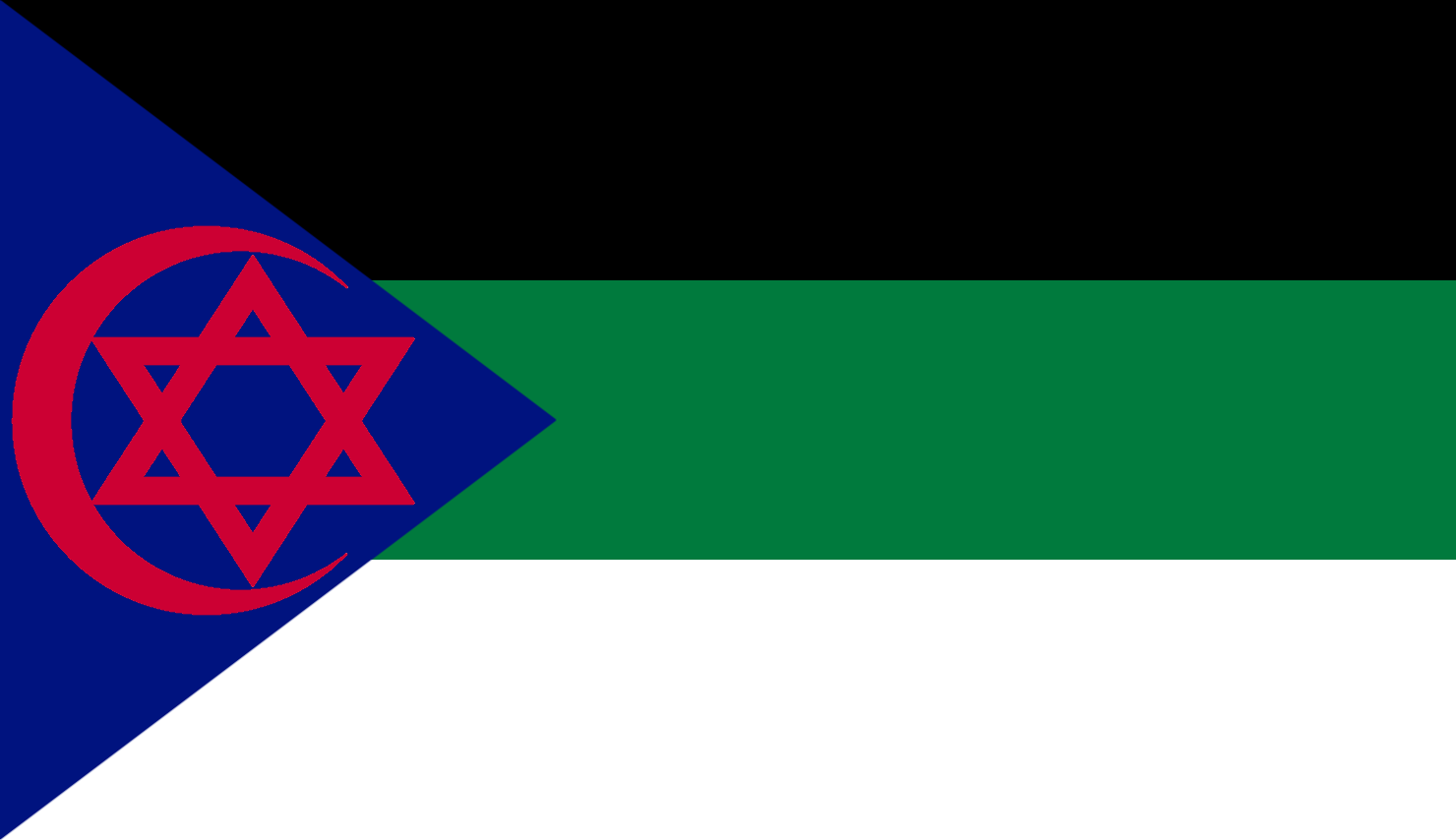
阿拉伯的猶太人（俄语：Арабские евреи）旗幟
土耳其裔德国人旗帜
伊拉克的突厥人旗帜
土耳其裔伊拉克人旗帜
土耳其裔敘利亞人旗帜
希腊土耳其人旗帜
印度国家主义旗帜

### 非正式旗帜

阿塞拜疆国旗（非正式，1918－1920）
阿塞拜疆国旗（非正式，1918－1920）
马来西亚国旗（建议）
马来西亚国旗（建议）
毛里塔尼亚国旗（建议）
毛里塔尼亚国旗（建议）
巴基斯坦国旗（建议）
伊拉克國旗（建議）
撒拉威阿拉伯民主共和國國旗（建議）
撒拉威阿拉伯民主共和國國旗（建議）
哈萨克国旗（建议）
哈萨克国旗（建议）
哈萨克国旗（建议）
伊斯兰堡首都区区旗（建议）
阿拉什自治共和国国旗（非正式）
納希切萬自治共和國國旗（非正式，1991－1993）
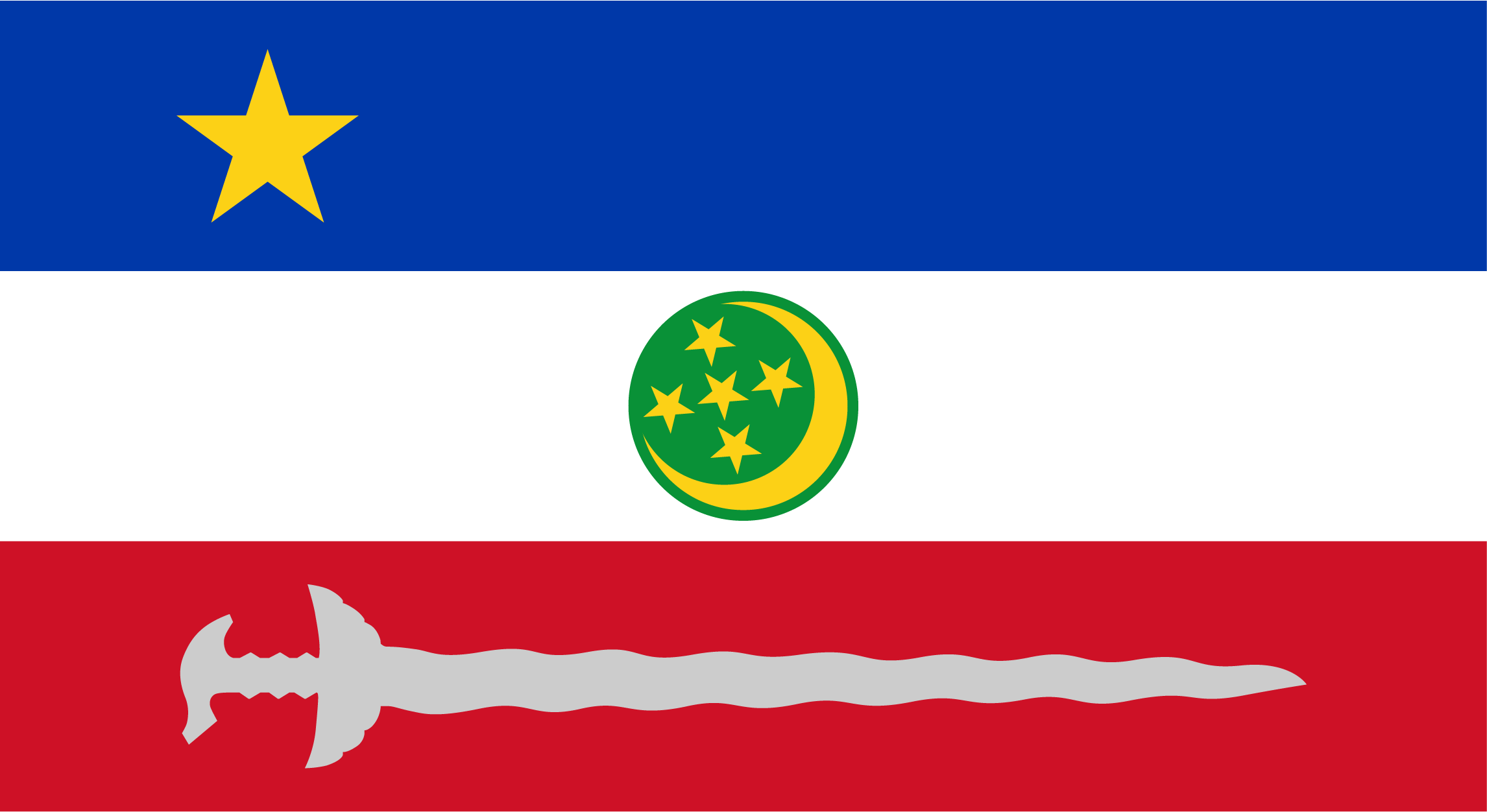
棉兰老穆斯林自治区区旗（英语：Flag of the Autonomous Region in Muslim Mindanao）（非常用）
加爾各答旗（非正式）
伊拉克的突厥人旗帜（非常用）
土耳其裔敘利亞人旗帜（非常用）
土耳其裔马其顿人旗帜（建议）
麥斯赫特土耳其人旗帜（建议）

## 徽章

### 国徽

土耳其非官方象征
奥斯曼国徽
奥斯曼国徽（1846－1882）
突尼斯国徽
突尼斯国徽（1963－1989）
法属突尼斯国徽
法属阿尔及利亚国徽
阿爾及利亞共和國臨時政府（英语：Provisional Government of the Algerian Republic）國徽
阿尔及利亚国徽（1962－1971）
阿尔及利亚国徽（1971－1976）
利比亚国徽
利比亚王国国徽
利比亚全国过渡委员会徽章
利比亚国徽（2012－2014）
新加坡国徽
马来西亚国徽
马来亚联合邦徽章
马来西亚国徽（1963－1965）
马来西亚国徽（1965－1973）
马来西亚国徽（1975－1982）
马来西亚国徽（1982－1988）
毛里塔尼亚国徽
毛里塔尼亚国徽（1959－2018）
北塞浦路斯国徽
北塞浦路斯国徽（1983－2007）
巴基斯坦国徽
巴基斯坦国徽（1947－1955）
乌兹别克斯坦国徽
土库曼斯坦国徽
土库曼斯坦国徽（1992－2000）
土库曼斯坦国徽（2000－2003）
阿塞拜疆蘇維埃社會主義共和國國徽（1921－1927）
阿塞拜疆蘇維埃社會主義共和國國徽（1927－1931）
阿塞拜疆蘇維埃社會主義共和國國徽（1931－1937）
科摩罗国徽（1975－1978）
马尔代夫国徽
蘇瓦代夫聯合共和國國徽
埃及的赫迪夫国国徽
埃及苏丹国国徽
埃及王国国徽
埃及王国国徽
埃及共和国国徽
南阿拉伯酋长国联邦国徽
南阿拉伯联邦国徽
阿拉伯撒哈拉民主共和国国徽
卡拉卡爾帕克斯坦共和國国徽
罕薩土邦邦徽
巴哈瓦尔布尔土邦邦徽
奇特拉爾土邦（英语：Chitral (princely state)）邦徽
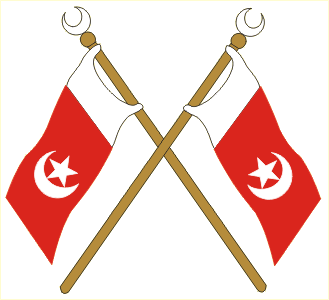
欧姆古温酋長國国徽
北高加索酋長國國徽
北高加索山區共和國國徽
布哈拉人民苏维埃共和国国徽
花剌子模人民苏维埃共和国国徽（1922－1923）
花剌子模人民苏维埃共和国国徽（1923－1924）
外高加索蘇維埃聯邦社會主義共和國國徽（1922－1923）
里夫共和國國徽
車臣共和國國徽
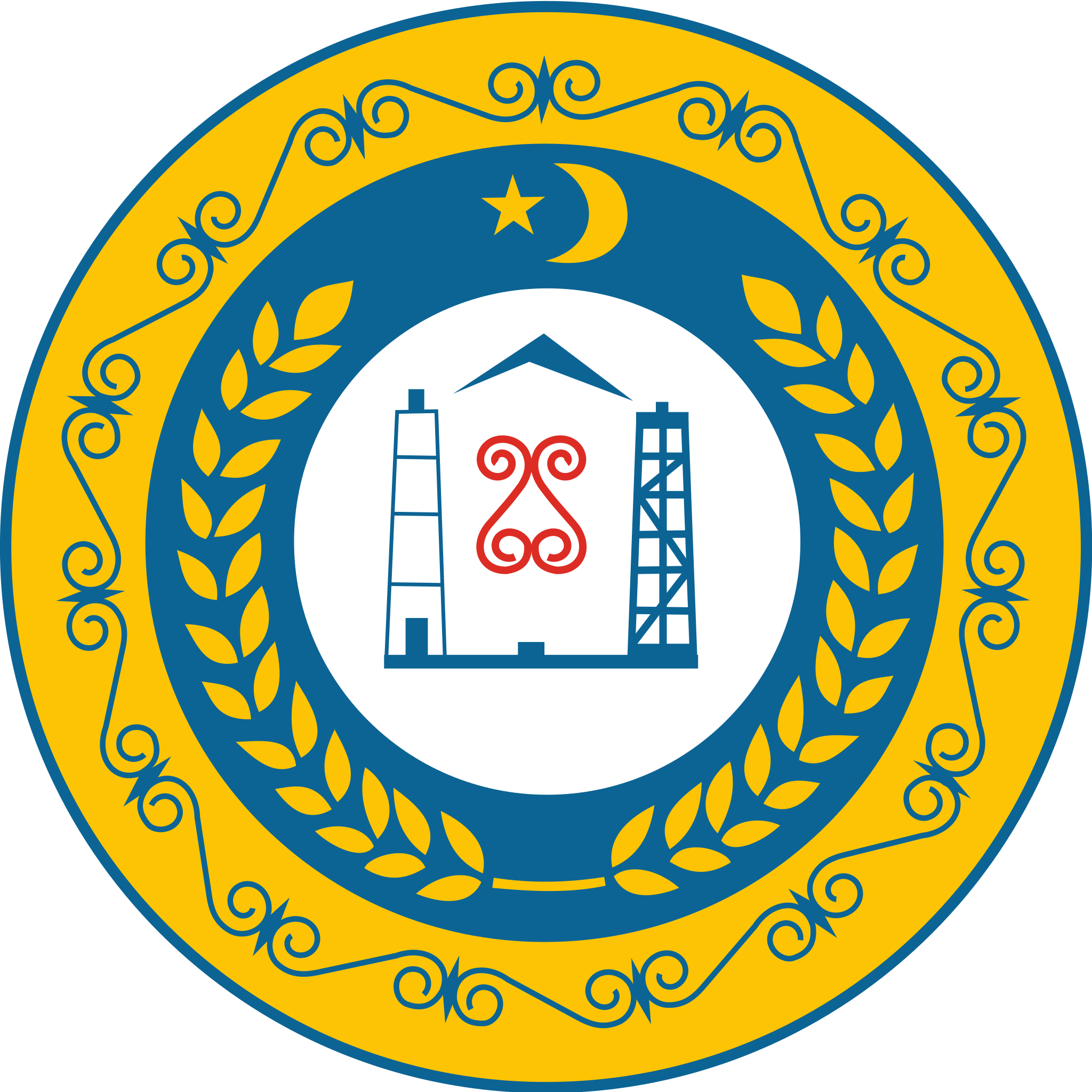
車臣共和國國徽
車臣共和國國徽（2004－2020）
东突厥斯坦伊斯兰共和国国徽
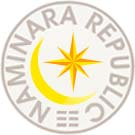
南怡島共和國（朝鲜语：나미나라 공화국）國徽

### 政党徽章

幸福黨（英语：Felicity Party）政黨標誌

### 政府徽章

土耳其驻外机构徽章
土耳其司法部（英语：Ministry_of_Justice_(Turkey)）部徽
土耳其家庭与社会服务部（英语：Ministry of Family and Social Services）部徽
土耳其劳动与社会安全部（英语：Ministry of Labour and Social Security (Turkey)）部徽
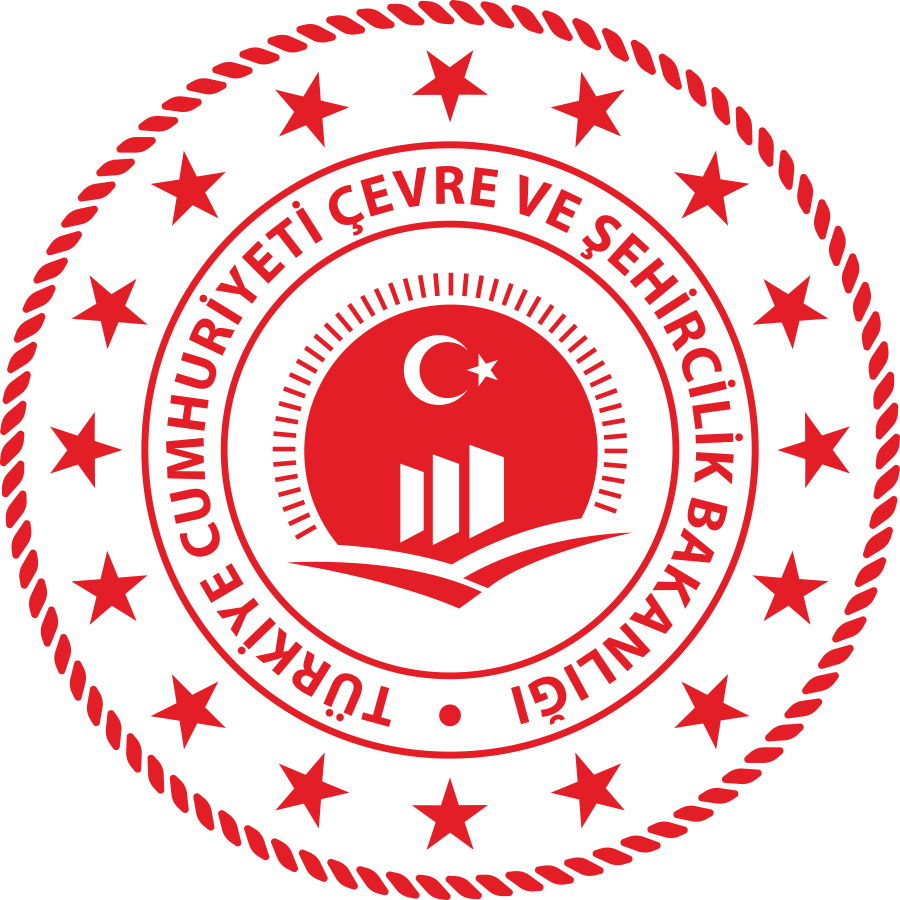
土耳其环境、城市化与气候变化部（英语：Ministry of Environment, Urbanisation and Climate Change）部徽
土耳其外交部部徽
土耳其欧盟事务部（英语：Ministry of European Union Affairs (Turkey)）部徽
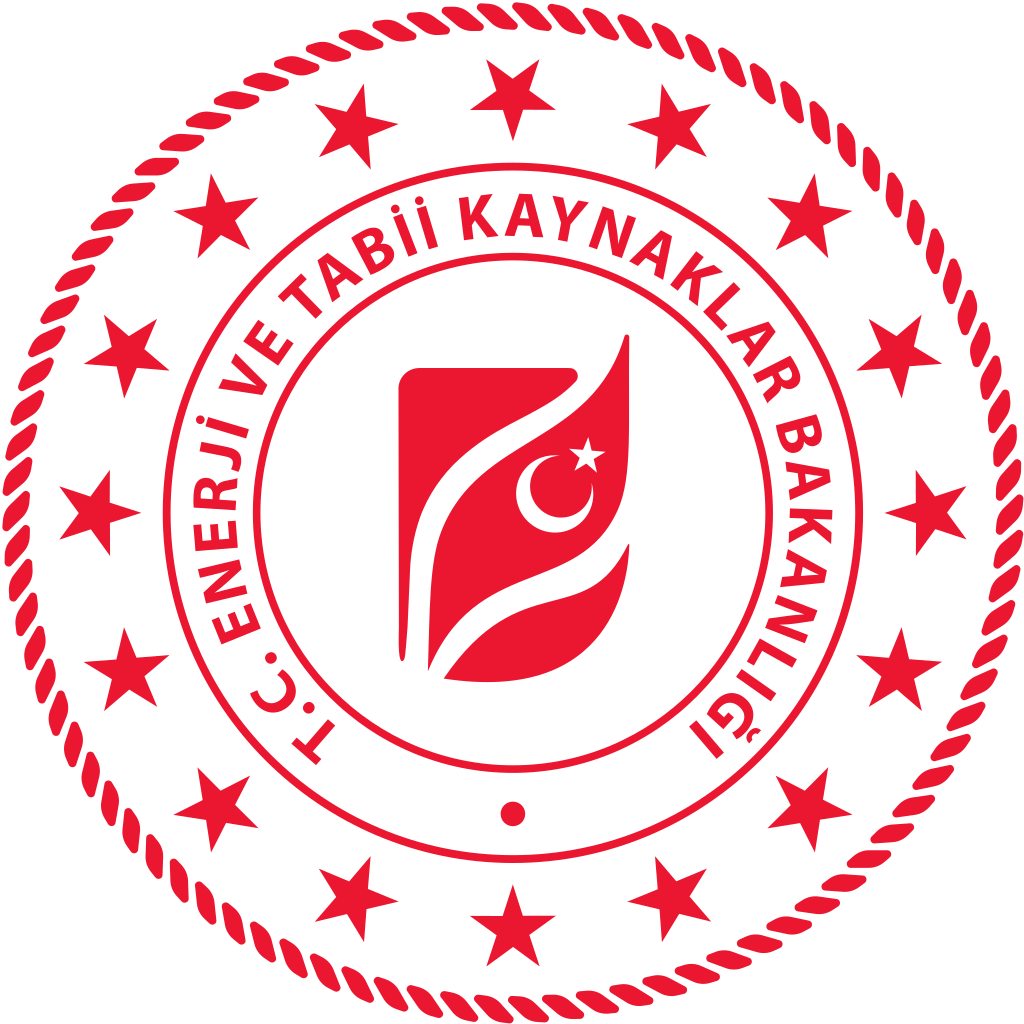
土耳其能源与自然资源部（英语：Ministry of Energy and Natural Resources）部徽
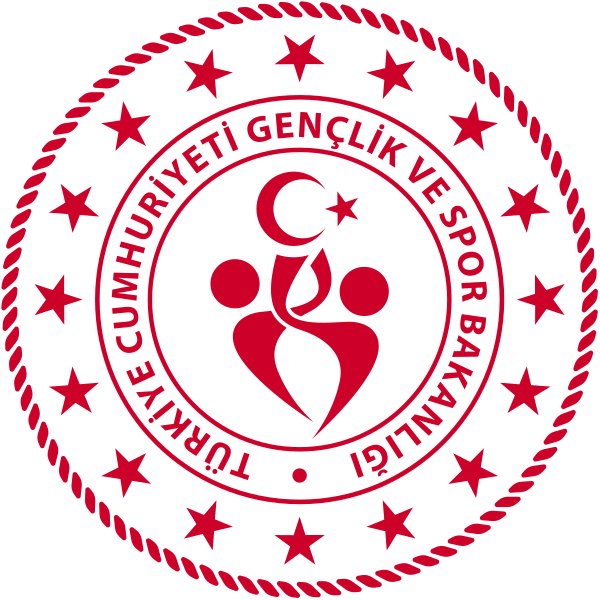
土耳其青年与体育部（英语：Ministry of Youth and Sports (Turkey)）部徽
土耳其经济部（英语：Ministry of Economy (Turkey)）部徽
土耳其财政部（英语：Ministry of Treasury and Finance）部徽
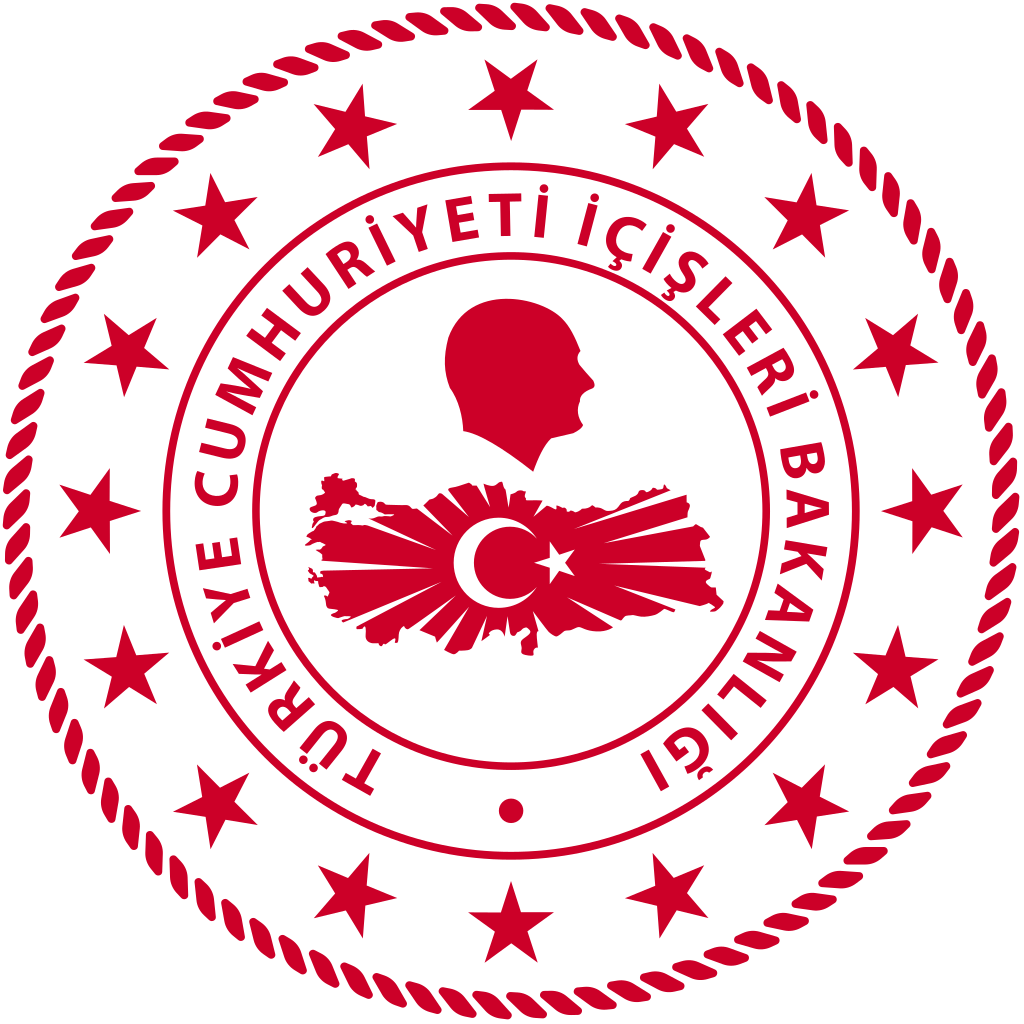
土耳其内政部（英语：Ministry of Interior (Turkey)）部徽
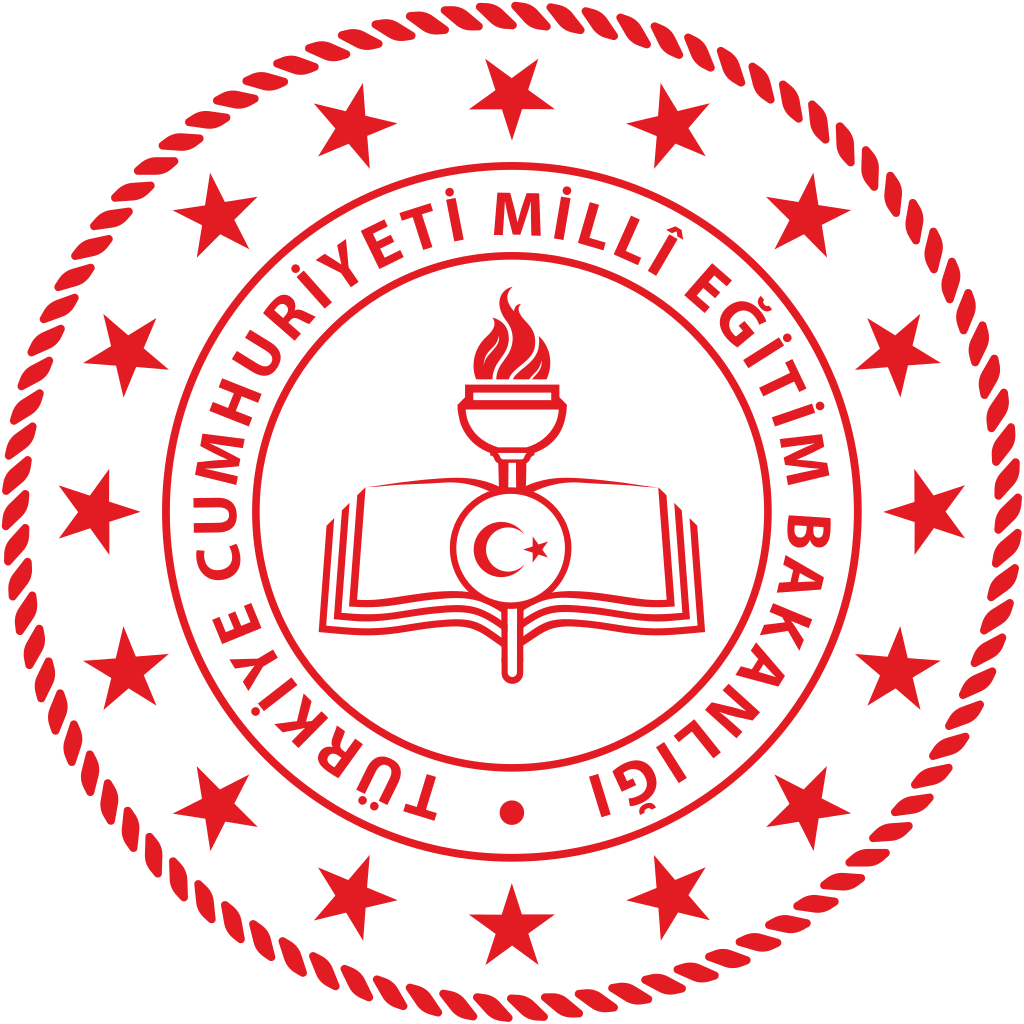
土耳其国民教育部（英语：Ministry of National Education (Turkey)）部徽
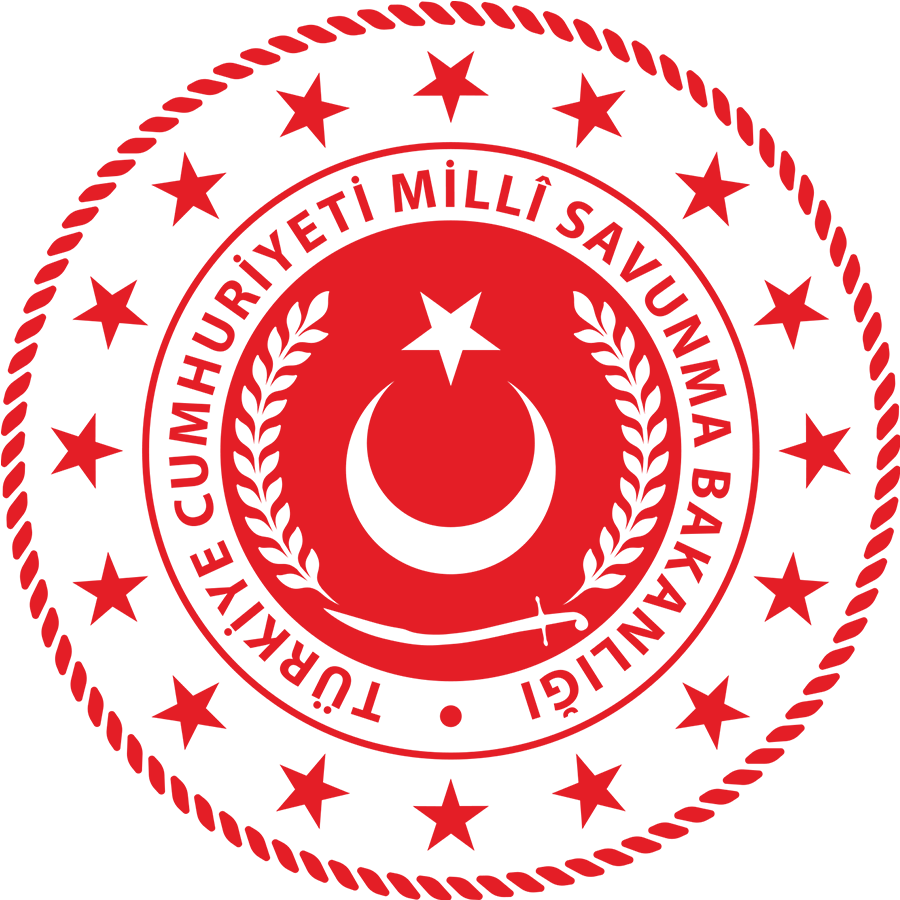
土耳其国防部部徽
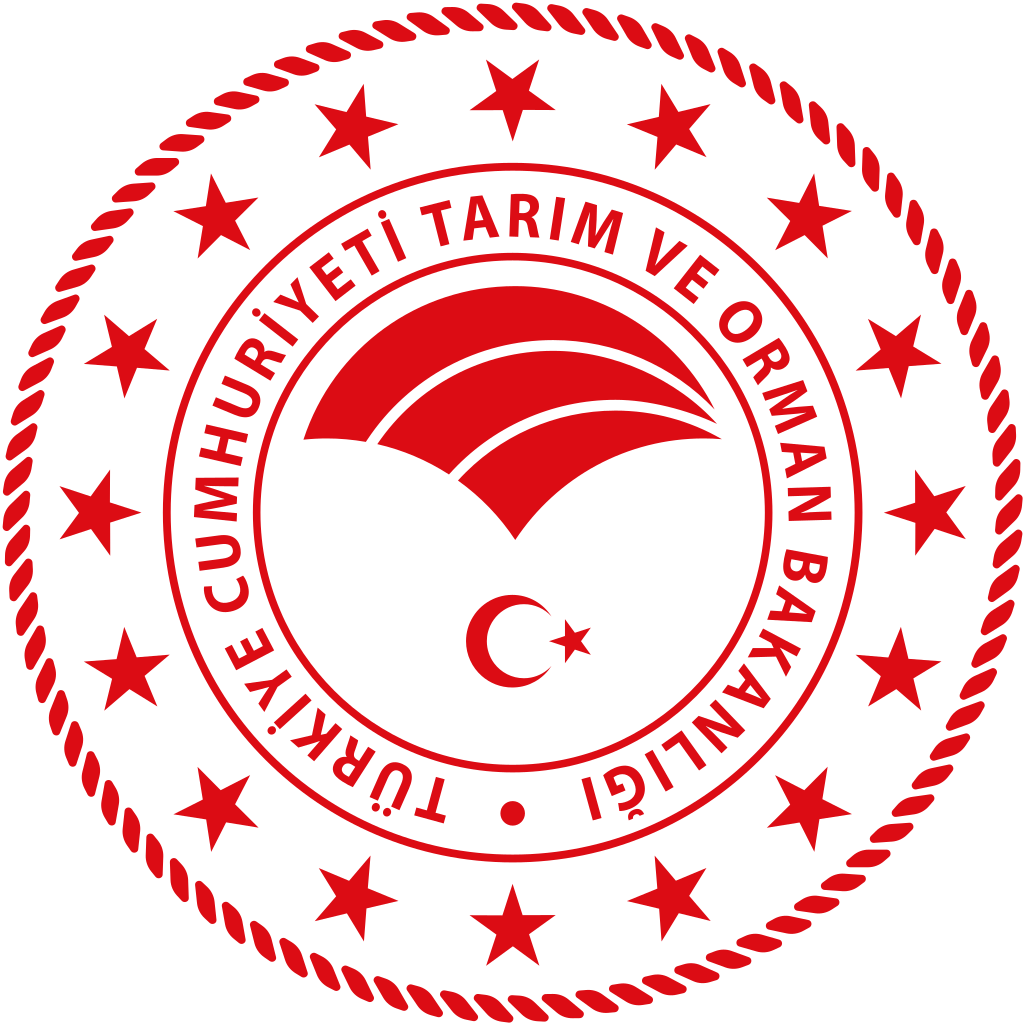
土耳其农林部（英语：Ministry of Agriculture and Forestry (Turkey)）部徽
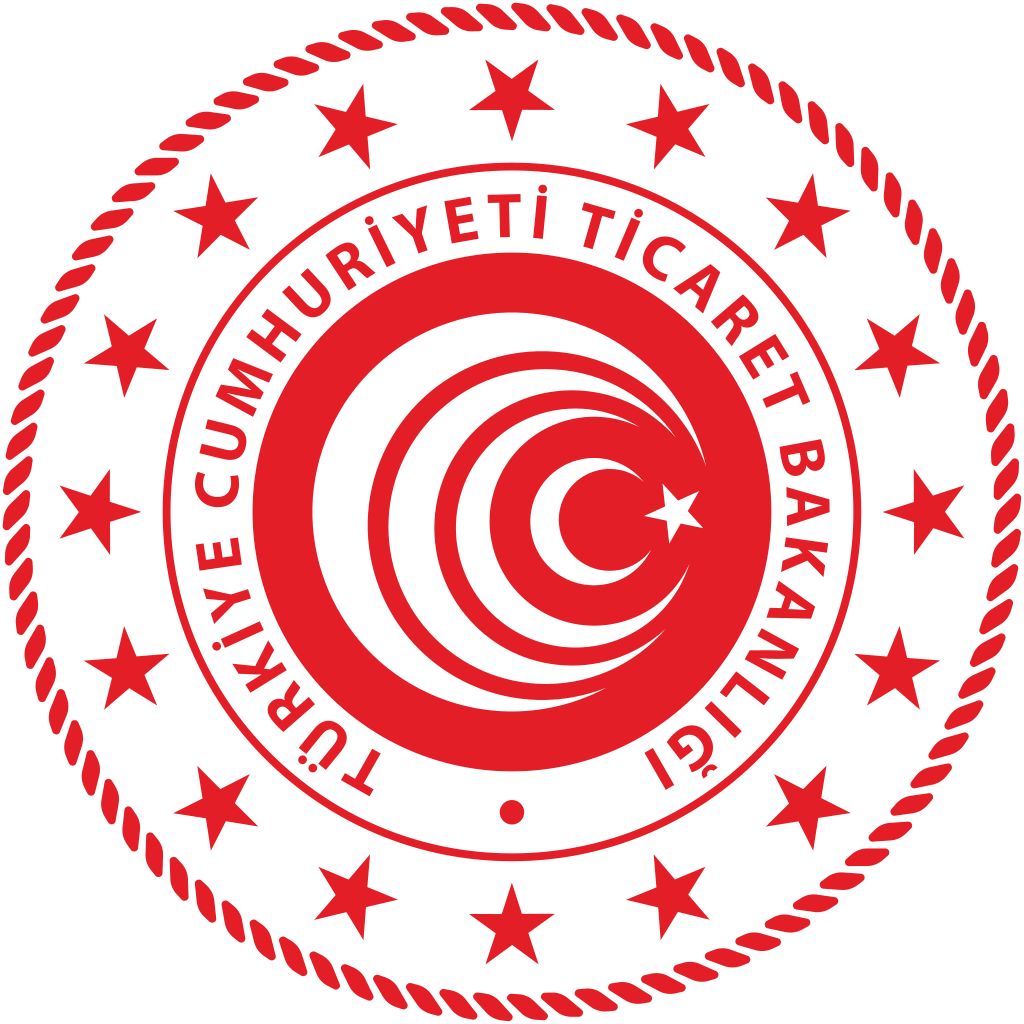
土耳其贸易部（英语：Ministry of Trade (Turkey)）部徽
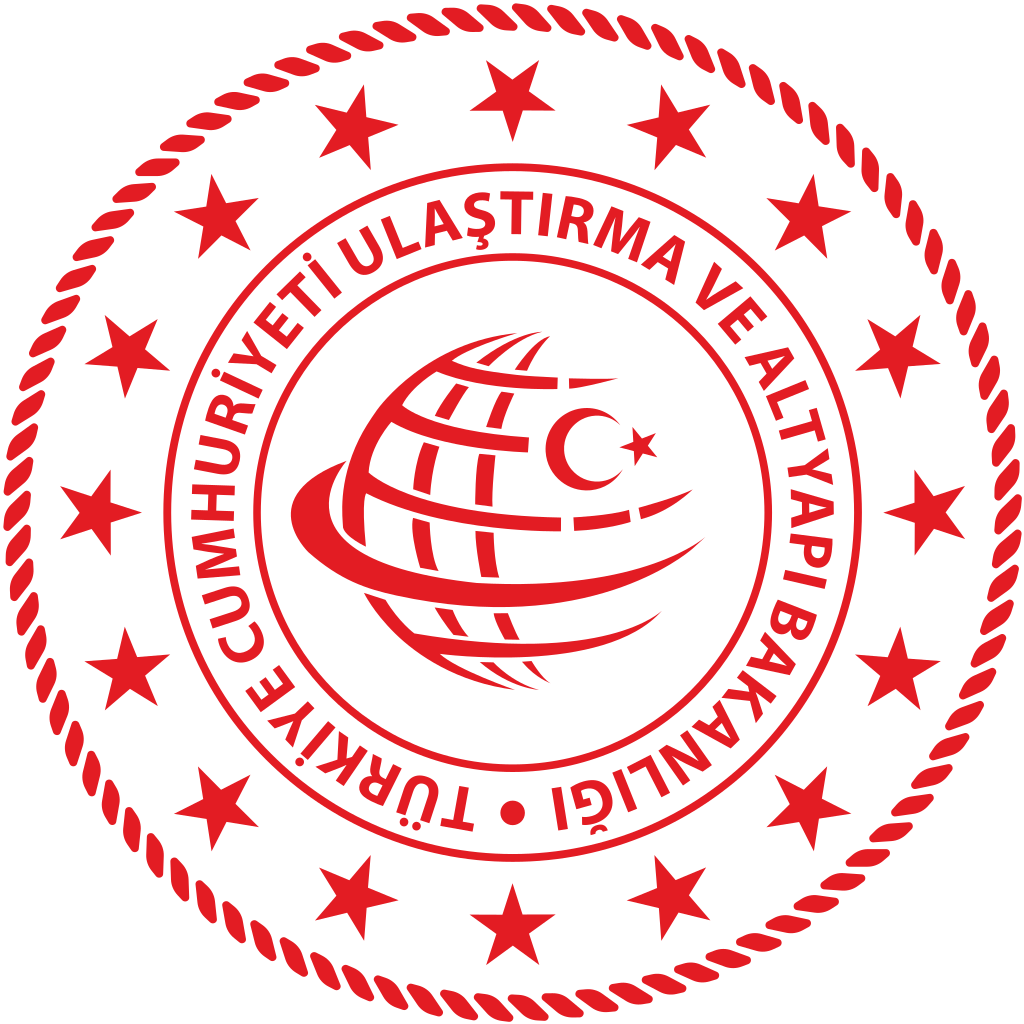
土耳其交通与基础设施部（英语：Ministry of Transport and Infrastructure (Turkey)）部徽
利比亞內政部（英语：Ministry of Interior (Libya)）部徽
巴基斯坦最高法院院徽
巴基斯坦联邦沙里亚特法院（英语：Federal Shariat Court）院徽
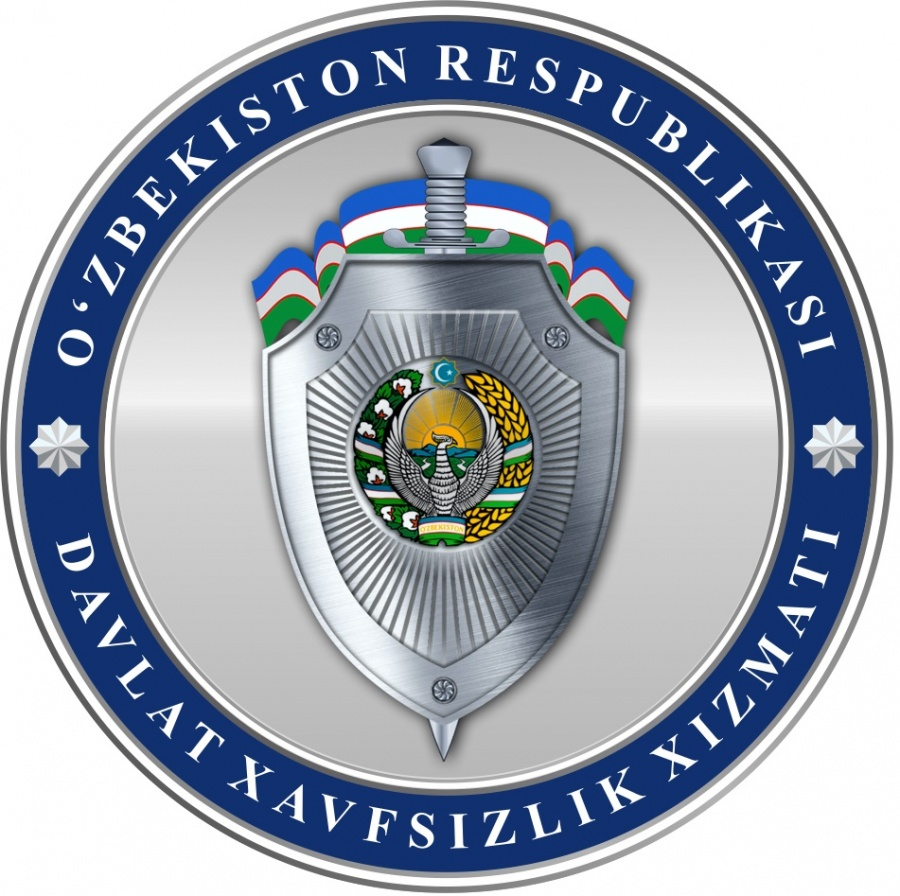
烏茲別克斯坦國家安全局（英语：State Security Service (Uzbekistan)）局徽
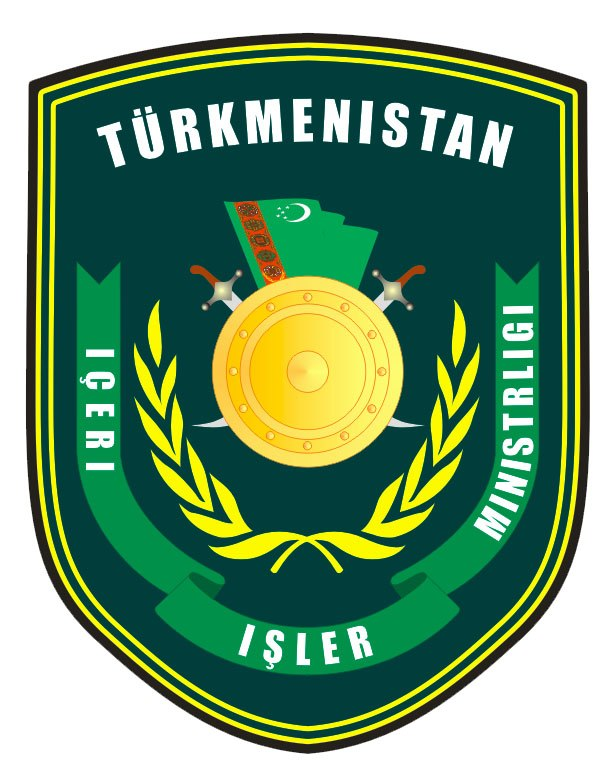
土庫曼斯坦內政部（英语：Ministry of Internal Affairs (Turkmenistan)）部徽
亞塞拜然國防部（英语：Ministry of Defence (Azerbaijan)）部徽
亞塞拜然國家安全局局徽
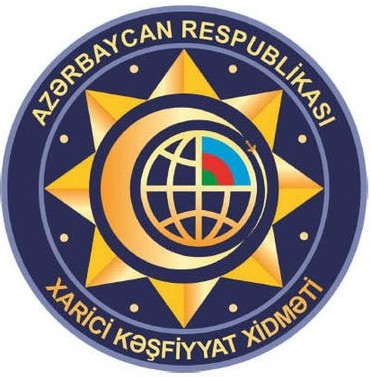
亞塞拜然外國情報局（英语：Foreign Intelligence Service (Azerbaijan)）局徽
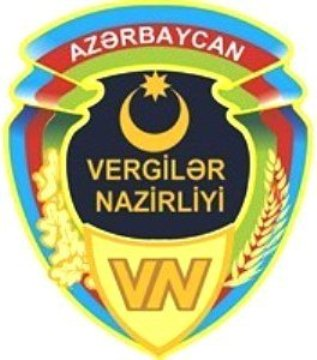
亞塞拜然經濟部國家稅務局（英语：State Tax Service under the Ministry of the Economy (Azerbaijan)）局徽

### 議會徽章

土耳其大国民议会会徽
利比亚国民代表大会会徽
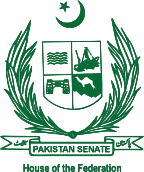
巴基斯坦参议院院徽
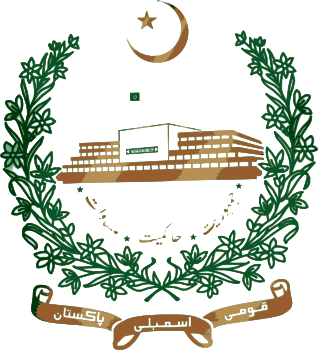
巴基斯坦国民议会会徽
巴基斯坦選舉委員會（英语：Election Commission of Pakistan）會徽
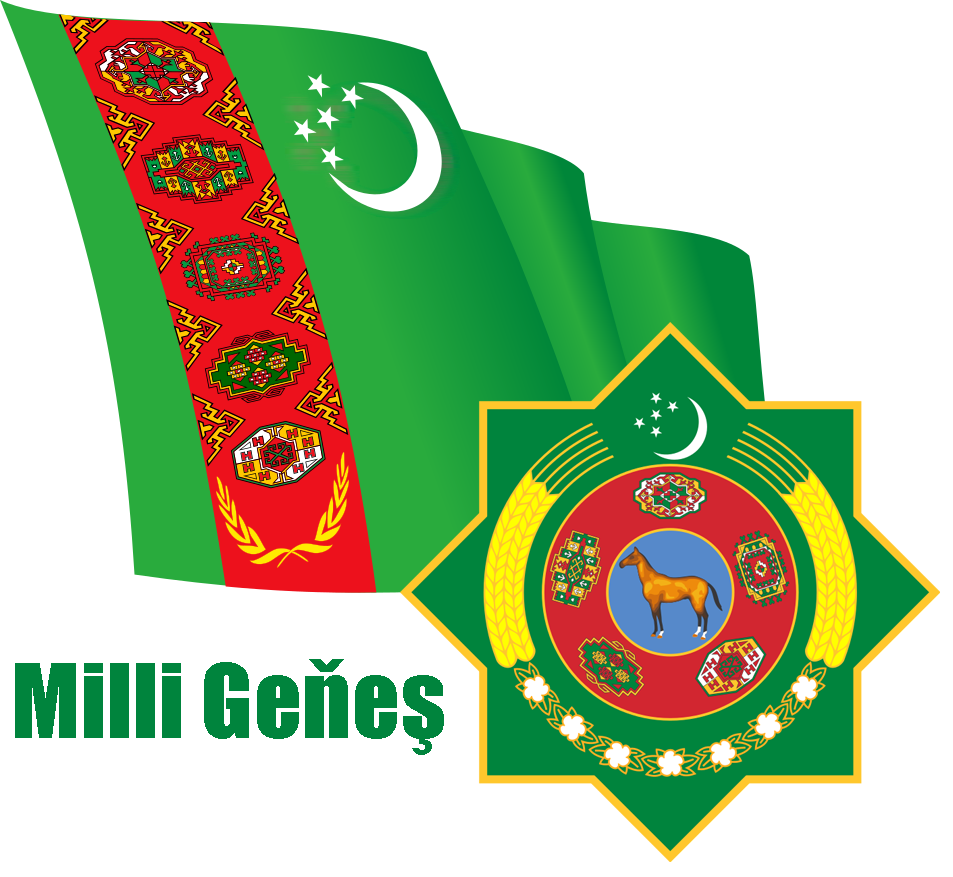
土库曼斯坦国会（英语：National Council of Turkmenistan）会徽

### 军徽

土耳其海军军徽
土耳其警察（英语：General Directorate of Security (Turkey)）警徽
突尼西亞武裝部隊軍徽
突尼西亞陸軍（英语：Tunisian Army）軍徽
突尼西亞海軍軍徽
突尼西亞空軍（英语：Tunisian Air Force）軍徽
突尼西亞國民衛隊（英语：Tunisian National Guard）队徽
阿尔及利亚空军军徽
利比亚武装力量军徽
利比亞海軍軍徽
利比亞空軍軍徽
利比亞防空軍軍徽
利比亞特種部隊（英语：Libyan Special Forces）隊徽
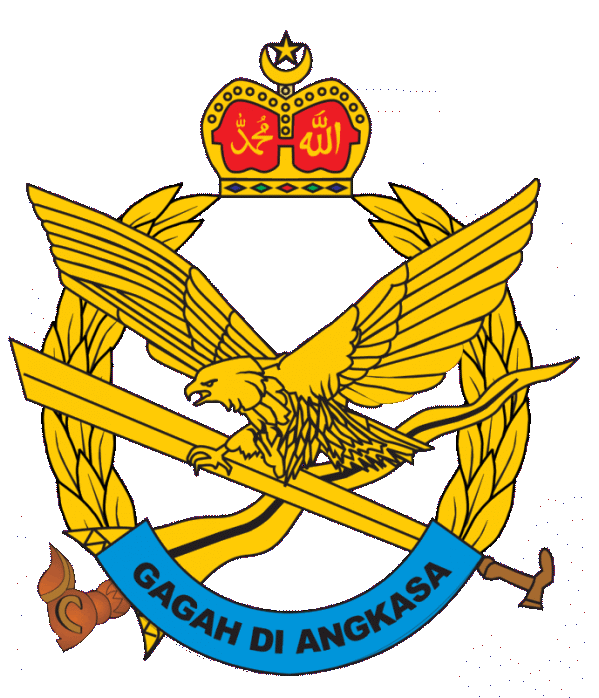
馬來西亞陸軍航空兵（英语：Malaysian Army Aviation）軍徽
毛里塔尼亚伊斯兰空军（英语：Mauritania Islamic Air Force）軍徽
巴基斯坦武裝部隊軍徽
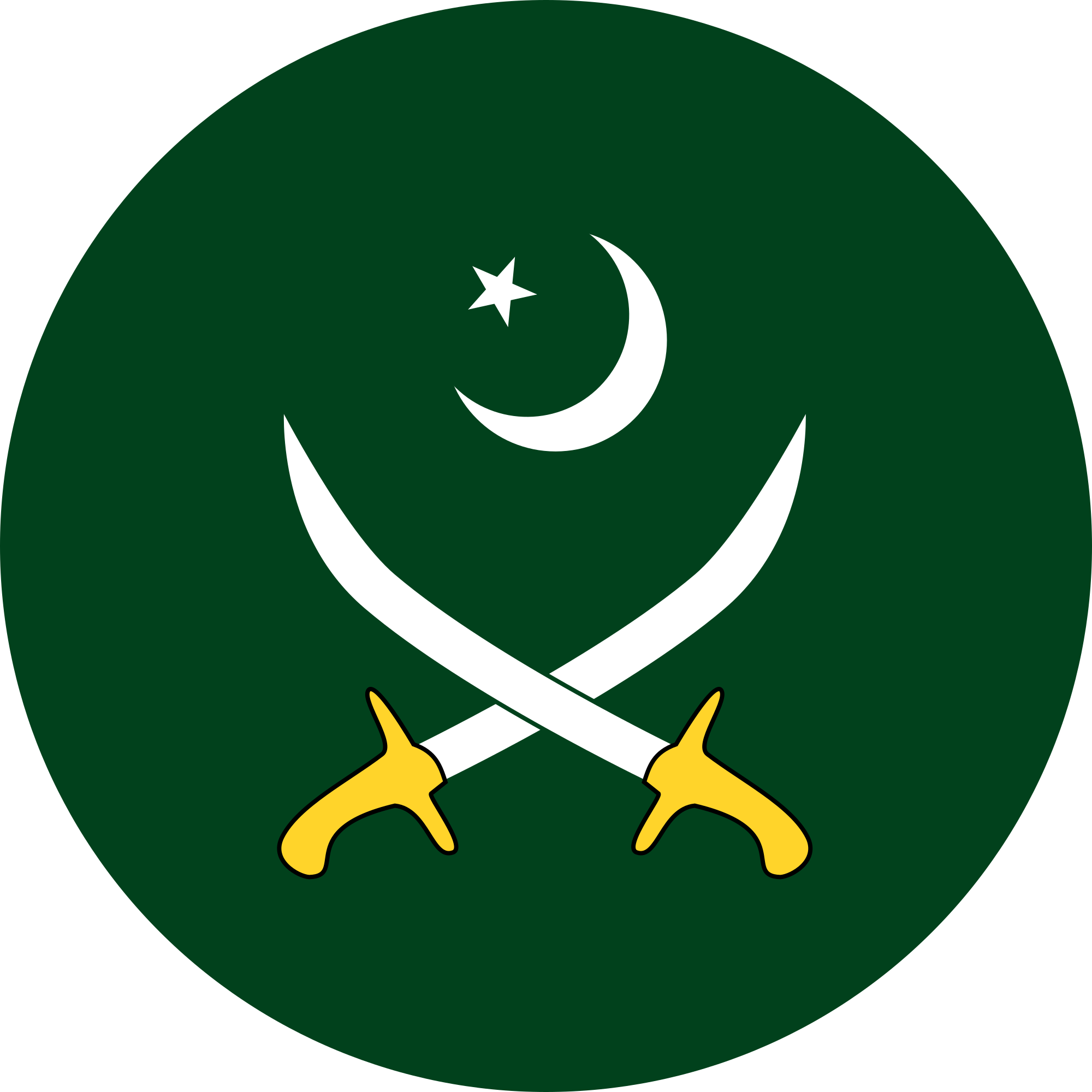
巴基斯坦陸軍軍徽
巴基斯坦海軍軍徽
巴基斯坦海軍航空兵（英语：Pakistan Naval Air Arm）軍徽
土库曼武装部队军徽
亞塞拜然武裝力量軍徽
亞塞拜然陸軍軍徽
亞塞拜然海軍軍徽
亞塞拜然空軍軍徽

#### 国籍标志

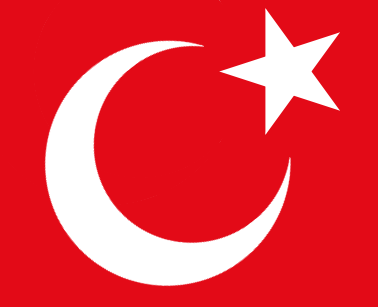
鄂圖曼帝國空軍国籍标志
突尼西亞空軍（英语：Tunisian Air Force）国籍标志
阿尔及利亚空军国籍标志
阿尔及利亚空军国籍标志
利比亚空军国籍标志
自由利比亚空军国籍标志
馬來西亞陸軍航空兵（英语：Malaysian Army Aviation）國籍標誌
毛里塔尼亚伊斯兰空军（英语：Mauritania Islamic Air Force）国籍标志
毛里塔尼亚伊斯兰空军（英语：Mauritania Islamic Air Force）国籍标志
毛里塔尼亚伊斯兰空军（英语：Mauritania Islamic Air Force）国籍标志（1960－2019）
毛里塔尼亚伊斯兰空军（英语：Mauritania Islamic Air Force）国籍标志（1960－2019）
北賽普勒斯安全部隊航空單位司令部國籍標誌
土庫曼斯坦空軍（英语：Turkmen Air Force）国籍标志
土庫曼斯坦空軍（英语：Turkmen Air Force）国籍标志（1991－2011）
亞塞拜然空軍國籍標誌
科摩罗空军（英语：Comorian Armed Forces）国籍标志
埃及皇家空軍國籍標誌（1932）
埃及皇家空軍國籍標誌（1939－1945）
埃及空軍國籍標誌（1945－1958）
南阿拉伯联邦空军国籍标志

### 地方徽章

埃及省省徽
阿爾及爾市徽（英语：Coat of arms of Algiers）
布扎爾（英语：Bouzaréah）市徽（歷史上）
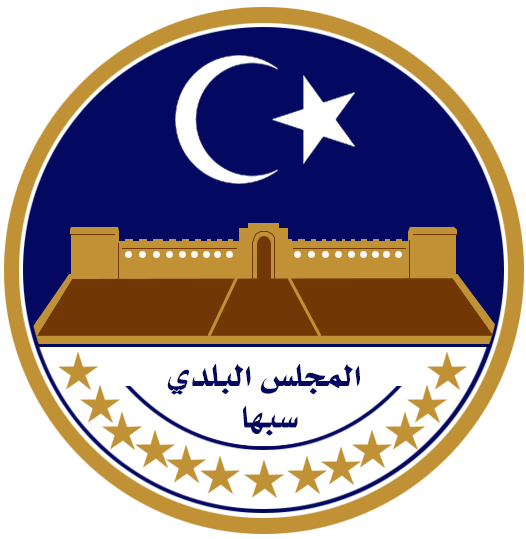
拾哈市徽
吉兰丹州徽
登嘉楼州徽
雪兰莪州徽
马六甲州徽（英语：Coat of arms of Malacca）
柔佛州徽
棉兰老穆斯林自治区区徽（英语：Seal of the Autonomous Region in Muslim Mindanao）
棉兰老穆斯林邦萨摩洛自治区区徽（英语：Emblem of Bangsamoro）
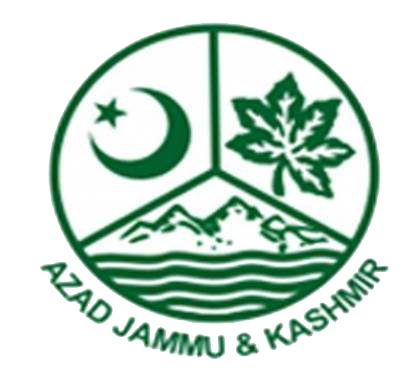
自由克什米尔徽章
俾路支省省徽
旁遮普省省徽
开伯尔-普什图省省徽
信德省省徽
西北边境省省徽
联邦直辖部落地区徽章
東巴基斯坦省省徽
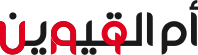
烏姆蓋萬市市徽
馬蒂希霍芬市徽

### 個人徽章

土耳其总理徽
马来西亚最高元首徽章
北塞浦路斯总统徽
乌兹别克斯坦总统徽
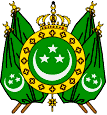
埃及國王徽（英语：King of Egypt）

### 其他徽章

伊斯兰民族徽章
突厥國家組織會徽
利比亚护照（英语：Libyan passport）用徽章

#### 体育组织徽章

土耳其国家奥林匹克委员会会徽
突尼西亞奧林匹克委員會会徽
新加坡奥林匹克理事会会徽
马来西亚奥林匹克理事会会徽
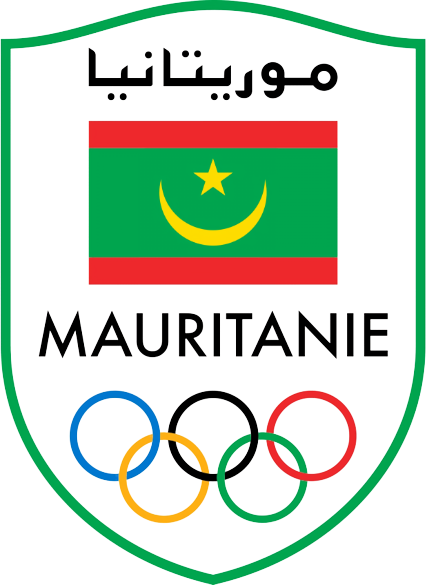
茅利塔尼亞國家奧林匹克和體育委員會會徽
巴基斯坦奥林匹克协会会徽
土庫曼國家奧林匹克委員會會徽

### 非正式徽章

土耳其国徽（用于体育赛事）
土耳其国徽（用于体育赛事）
土耳其国徽（未使用）
土耳其国徽（未使用）
阿塞拜疆蘇維埃社會主義共和國國徽（非正式）
阿塞拜疆蘇維埃社會主義共和國國徽（非正式）
棉兰老穆斯林邦萨摩洛自治区区徽（英语：Emblem of Bangsamoro）（阿拉伯語）